# Mata (Izrael)
Mata (hebrejsky מַטָּע, doslova „Sad“, v oficiálním přepisu do angličtiny Matta) je vesnice typu mošav v Izraeli, v Jeruzalémském distriktu, v Oblastní radě Mate Jehuda.

## Geografie
Leží v nadmořské výšce 611 metrů na zalesněných svazích Judských hor. Severovýchodně od obce začíná u pramenu Ejn Azen vádí Nachal Azen. Východně od vesnice je to vádí Nachal Zanoach. Jižně od mošavu terén spadá do údolí Nachal Sansan, do kterého tu od Maty přitéká Nachal Geres. Jihozápadně od mošavu stojí na okraji údolí Nachal Zanoach kopce Har Chanot a Har Ja'aran.
Obec se nachází 40 kilometrů od břehu Středozemního moře, cca 47 kilometrů jihovýchodně od centra Tel Avivu, cca 17 kilometrů jihozápadně od historického jádra Jeruzalému a 7 kilometrů východně od Bejt Šemeš. Matu obývají Židé, přičemž osídlení v tomto regionu je etnicky převážně židovské. Mošav je situován 3 kilometry od Zelené linie, která odděluje Izrael v jeho mezinárodně uznávaných hranicích od území Západního břehu Jordánu. Počátkem 21. století byly přilehlé arabské (palestinské) oblastí Západního břehu od Izraele odděleny pomocí bezpečnostní bariéry. Za Zelenou linií se ale v přilehlé části Západního břehu nachází i kompaktní blok židovských osad Guš Ecion včetně velkého města Bejtar Ilit.
Mata je na dopravní síť napojena pomocí lokální silnice číslo 375.

## Dějiny
Mata byla založena v roce 1950. Novověké židovské osidlování tohoto regionu začalo po válce za nezávislost tedy po roce 1948, kdy Jeruzalémský koridor ovládla izraelská armáda a kdy došlo k vysídlení většiny zdejší arabské populace. Do roku 1948 se na severním okraji nynějšího mošavu rozkládala arabská vesnice Allar. Stávala v ní patrně mešita a muslimská svatyně al-Šajch Ibrahim. Pitnou vodu zajišťoval pramen Ajn al-Tanur. Roku 1945 žilo v Allar 440 lidí. Izraelci byl Allar dobyt v říjnu 1948. Zástavba pak byla zbořena, s výjimkou budovy školy a mešity. Místní obyvatelé ještě nějakou dobu provizorně přebývali v okolní krajině, ale postupně byli vypuzeni při finálním přebírání kontroly nad tímto regionem izraelskými silami.
Mošav byl zřízen 16. října 1950 na svátky Pesach. Jeho zakladateli byla skupina Židů z Jemenu. Ti se zde ale neudrželi a vesnice byla dosídlena Židy ze severní Afriky. V 90. letech 20. století prošla obec stavební expanzí. Vesnice je napojena na nábožensky orientovanou sionistickou organizaci ha-Po'el ha-mizrachi, ale v populaci je významný podíl sekulárních obyvatel.

## Demografie
Podle údajů z roku 2014 tvořili naprostou většinu obyvatel v Matě Židé (včetně statistické kategorie "ostatní", která zahrnuje nearabské obyvatele židovského původu ale bez formální příslušnosti k židovskému náboženství).
Jde o menší obec vesnického typu s dlouhodobě rostoucí populací. K 31. prosinci 2014 zde žilo 859 lidí. Během roku 2014 populace stoupla o 4,6 %.
| Rok            | 1961 | 1972 | 1983 | 1995 | 2001 | 2003 | 2004 | 2005 | 2006 | 2007 | 2008 | 2009 | 2010 | 2011 | 2012 | 2013 | 2014 |
| -------------- | ---- | ---- | ---- | ---- | ---- | ---- | ---- | ---- | ---- | ---- | ---- | ---- | ---- | ---- | ---- | ---- | ---- |
| Počet obyvatel | 231  | 224  | 287  | 323  | 455  | 497  | 528  | 542  | 554  | 569  | 588  | 731  | 760  | 758  | 788  | 821  | 859  |